# Malesia eugoana
Malesia eugoana är en monotypisk fjäril som ensam placeras i släktet Malesia, inom familjen björnspinnare. Både arten och släktet beskrevs 1920 av Rudolf van Eecke. Arten förekommer på Java och Borneo och inga underarter finns listade i Catalogue of Life.